# 八月狂想曲
《八月狂想曲》（日语：／ Hachigatsu no rapusodī or Hachigatsu no kyōshikyoku）是1991年上映的日本电影，由黑泽明执导，改编自村田喜代子的小说《锅之中》。电影以一位在1945年长崎原子弹爆炸中痛失丈夫的年长被爆者为主角，透过她四个孙子的视角，记录她与旅居美国夏威夷的哥哥錫二郎重逢的经过。好莱坞演员李察·基爾在片中饰演克拉克。
电影代表日本参加第64届奥斯卡金像奖最佳外语片奖角逐，但未入选最终的提名名单。

## 剧情
故事发生在某年的一个夏天，住在长崎偏远村庄的锣婆婆收到一封航空邮件，是在美国夏威夷开农场的哥哥錫二郎寄来的。錫二郎在信中说自己得了不治之症，将不久于人世，希望在世的时候能见见失散多年的锣婆婆。于是，锣婆婆让儿子忠雄和女儿良江代她去夏威夷。可没过多久，錫二郎派孙子孙女去长崎，希望他们能说服锣婆婆过来夏威夷。
与此同时，忠雄也从夏威夷来信，说錫二郎想见锣婆婆，希望锣婆婆带上孙子来见他。但锣婆婆不想去夏威夷，因为她已经不知道錫二郎长什么样子。錫二郎的孙辈习惯了大城市的生活，对乡村生活不太适应。可当他们参观原子弹爆炸现场，听着祖母讲述自己遭遇原子弹的经历时，渐渐开始立即祖母在爆炸中失去祖父的感受。
后来夏威夷再发来信件，催促锣婆婆赶快过去。锣婆婆向夏威夷发出电报，说自己要留下来参加核爆纪念活动，不能过去。与此同时，忠雄和良江先后回到长崎。两人得知锣婆婆在信中提到核爆，很是失望，因为向美国人谈论核爆是不合适的。不久后，錫二郎的儿子克拉克来到日本。忠雄和錫二郎的孙子孙女去机场迎接克拉克，但都不知道克拉克此次前来的真实意图。也许是出于担心，錫二郎的孙子孙女离开了机场。
克拉克刚抵达，就说要去看他叔叔去世的地方。当天晚上，在庭院的门廊上，克拉克就自己不知道叔叔的事情向锣婆婆道歉，锣婆婆和他紧紧握手。
8月9日，也就是长崎核爆那天，锣婆婆正和年长的邻居们在念佛堂念经。过程中克拉克收到一封电报，说他的父亲去世，于是赶忙飞回夏威夷。锣婆婆终于记起哥哥錫二郎的事情，并沉浸在錫二郎去世的悲伤情绪中。从那以后，锣婆婆的行为变得愈发怪异，经常把忠雄误认为錫二郎。在一个雷雨交加的晚上，锣婆婆突然大喊“原子弹来了”。第二天早上，乌云罩着整个天空，锣婆婆撑着雨伞，冒着大雨向长崎方向跑去，錫二郎的孙子孙女和她的子女追赶着她，弗朗茨·舒伯特的《野玫瑰》响起。

## 演员
- 村瀨幸子 饰 锣婆婆
- 吉岡秀隆 饰 纵男，良江的儿子
- 大寶智子（日语：大寶智子） 饰 民，忠雄的女儿
- 鈴木美恵（日语：鈴木美恵） 饰 美奈子，良江的女儿
- 伊崎充則（日语：伊崎充則） 饰 信次郎，忠雄的儿子
- 井川比佐志 饰 忠雄，锣婆婆的儿子
- 根岸季衣（日语：根岸季衣） 饰 良江，锣婆婆的女儿
- 河原崎長一郎（日语：河原崎長一郎） 饰 登，良江的丈夫
- 茅島成美（日语：茅島成美） 饰 町子，忠雄的妻子
- 李察·基爾 饰 克拉克，锣婆婆的外甥
- 松本克平（日语：松本克平 (俳優)） 饰 錫二郎（照片）
- 牧紀子（日语：牧よし子）
- 本間文子（日语：本間文子）
- 川上夏代（日语：川上夏代）
- 音羽久米子（日语：音羽久米子）
- 木田三千雄（日语：木田三千雄）
- 東静子（日语：東静子）
- 堺左千夫（日语：堺左千夫）
- 夏木順平（日语：夏木順平）
- 川口節子（日语：川口節子 (1941年生)）
- 真木弘子（日语：槇ひろ子）
- 加藤茂雄（日语：加藤茂雄）
- 歌澤寅右衛門（日语：歌澤寅右衛門）
- 門脇三郎（日语：門脇三郎）

## 制作
1990年，导演黑泽明向哥伦比亚作家加西亚·马尔克斯表示：
我没有拍摄过令人震惊的现实场景，这些场景被证明是难以忍受的，但它们本身并不能解释这部剧的恐怖。我想传达的是原子弹在我们人民心中留下的创伤是怎样的，以及他们是如何逐渐愈合的。
本片是村瀨幸子的最后一部银幕作品。
克拉克一角原本由金·哈克曼出演，但哈克曼以身体抱恙为由婉拒。理查·基尔读过剧本，自愿提出出演该角。起初黑泽明不愿意让基尔出演，觉得他的年龄和形象不太合适。
除了幸子和基尔，片中大部分演员都是童星，其中两位小演员此前曾参演过导演的《夢》。

## 反响
1991年，电影于第44屆坎城影展首映，获得褒贬不一的评价。
部分影评人认为电影着重于呈现原子弹爆炸是战争罪行，而忽略了日本在太平洋战争中的罪行。电影戛纳首映礼上，一位记者甚至在记者会上放声哭泣：“为什么要把投原子弹放在第一位？”至于其他人，尤其是美国人，对电影没有提及日本在战争期间暴行感到愤怒。凯文·托马斯和德森·豪特别批评黑泽明没有提及珍珠港事件，虽然片中的美国人来自夏威夷。
在東京國際電影節上，日本軍國主義批评者认为黑泽明忽略了核爆前的历史事件。日本文化评论家四方田犬彦表示：“包括我在内的许多评论家认为黑泽明用沙文主义的立场将日本人描绘成战争受害者，而忽视了日军的暴行，用廉价的人文主义情绪洗脑观众。”
针对上述批评，黑泽明表示战争是国家与国家的战争，不是人民间的冲突，也不认为电影应该展现反美的主题。
2024年第77屆坎城影展的活动海报以本片为设计灵感。

## 奖项
获奖
- 第65届电影旬报十佳奖：第三名
- 第4届日刊体育电影大赏：最佳女主角（村濑幸子）
- 第15屆日本電影學院獎：最佳摄影奖、最佳音乐奖、最佳灯光奖、最佳美术奖、最佳录音奖
- 法国《电影手册》1991年十佳电影：第八名

提名
- 第46届每日电影奖：日本电影优秀奖、广告优秀奖
- 第15屆日本電影學院獎：最佳影片奖、最佳导演奖、最佳剧本奖、最佳音乐奖、最佳女主角奖（村濑幸子）、优秀男配角奖（井川比佐志）
- 第15届山路文子電影獎